# Johan Jolin

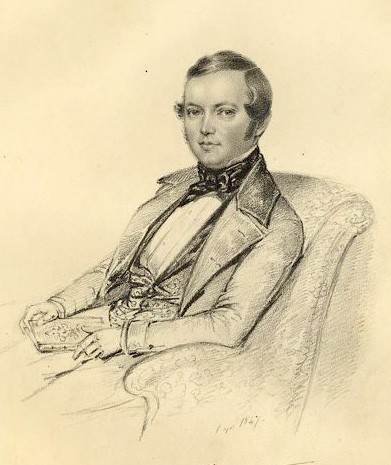
Johan Jolin. Teckning av Maria Röhl 1847.

Johan Christopher Jolin, född 28 december 1818 i Stockholm, död 13 november 1884 på Lidingö, var en svensk skådespelare, pjäsförfattare, sångtextförfattare, tecknare och översättare. Pseudonym: Jo. Jo.

## Biografi
Jolin var son till fattighusvaktmästaren Bengt Jolin av släkten Jolin och Anna Magdalena Wickman. Själv blev han far till kemisten Severin Jolin och konstnären Helena Jolin samt farfar till konstnären Einar Jolin.

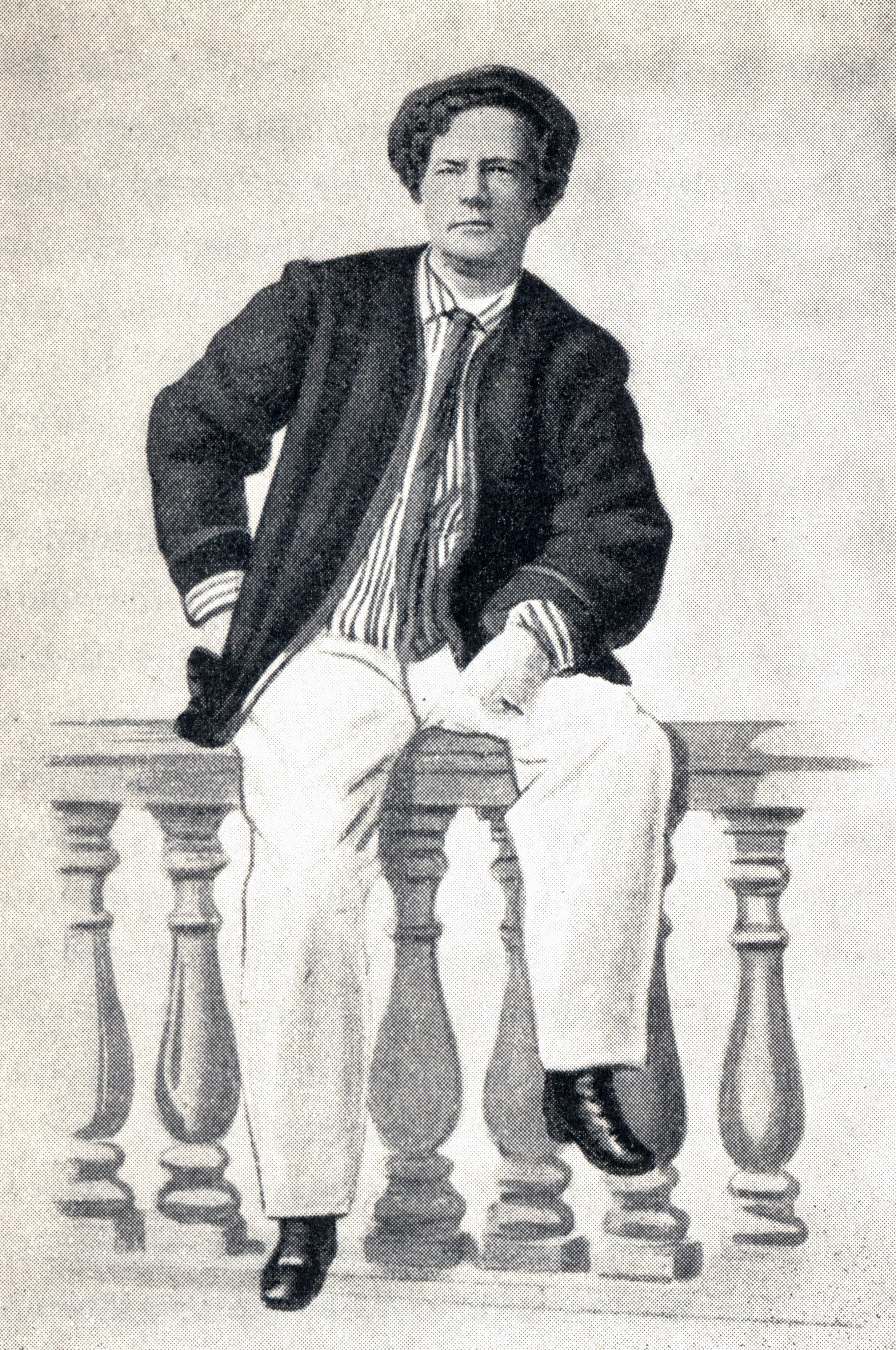
Jolin i rollen som Axel Wapensköld i En komedi.

Efter studier vid Uppsala universitet 1840–1845, då han var medlem i studentsällskapet Juvenalerna, debuterade Jolin i november 1845 vid Kungliga Teatern i sin egen pjäs En Komedi. Han var engagerad där mellan 1845 och 1868. Han var även teaterns litteratör 1849–1856 och föreståndare för elevskolan 1857–1868.
Efter att han slutat vid teatern ägnade sig Jolin åt författarskap. Hans pjäs Löjen och tårar har filmatiserats två gånger: 1913 i regi av Victor Sjöström och 1924 i regi av Bror Abelli. Några av Jolins teckningar är återgivna i Ellen Keys Minnen af och om Ellen Key. Hans skrifter i fjorton delar utgavs av Adolf Bonnier 1872–1881.
Jolins text till studentsången Dåne liksom åskan bröder sjungs av manskörer än idag. Jolin är begravd på Solna kyrkogård.
Som konstnär finns Jolin representerad med en akvarell vid Norrköpings konstmuseum och vid Nationalmuseum.

### Skrifter
- Skrifter. Stockholm: Bonnier. 1872-1881

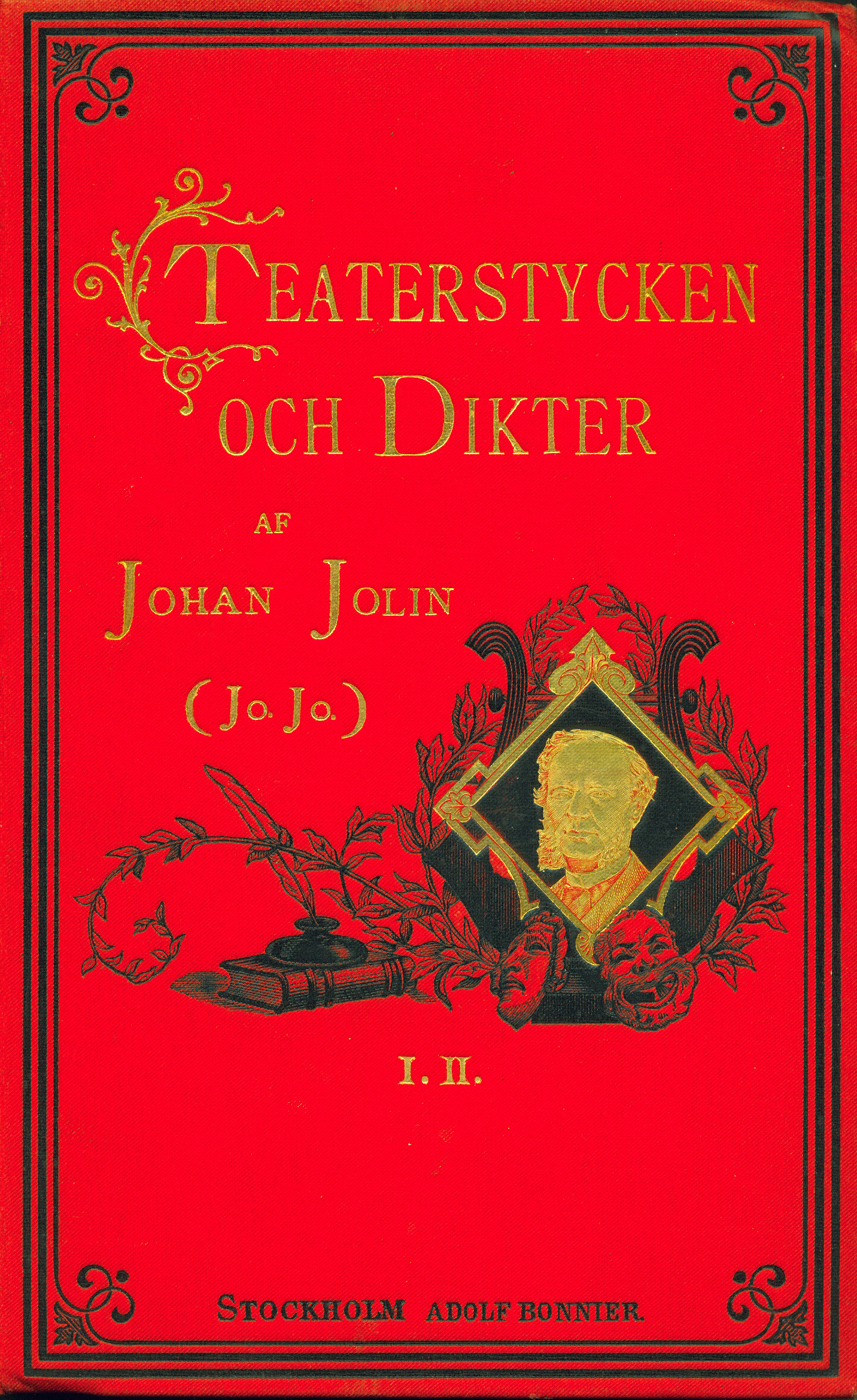
Skrifter af Johan Jolin. Illustrerat klotband 1895.

  -  Serie 1. Berättelser och smärre uppsatser. 1872-1881. Libris 1966516 - Även 2. upplagan, del 1-4, 1880-1881 och 3. upplagan, del 1-6, 1892-1894.
    -  1. 1872. Libris 1966517. https://red.litteraturbanken.se/f%C3%B6rfattare/JolinJ/titlar/Skrifter1_1/sida/5/faksimil?om-boken
    -  2. 1872. Libris 1966518. https://red.litteraturbanken.se/f%C3%B6rfattare/JolinJ/titlar/Skrifter1_2/sida/5/faksimil?om-boken
    -  3. 1873. Libris 1966519. https://red.litteraturbanken.se/f%C3%B6rfattare/JolinJ/titlar/Skrifter1_3/sida/5/faksimil?om-boken
    -  4. 1877. Libris 1966520. https://red.litteraturbanken.se/f%C3%B6rfattare/JolinJ/titlar/Skrifter1_4/sida/5/faksimil?om-boken
    -  5. 1881. Libris 1966521. https://red.litteraturbanken.se/f%C3%B6rfattare/JolinJ/titlar/Skrifter1_5/sida/5/faksimil?om-boken
    -  6. 1881. Libris 1966522. https://red.litteraturbanken.se/f%C3%B6rfattare/JolinJ/titlar/Skrifter1_6/sida/5/faksimil?om-boken

  -  Serie 2. Romaner. 1882-1883. Libris 2148573
    -  1, Affällingarne  : roman i två delar (2. uppl). 1882. Libris 2148581 - En tidigare upplaga enligt uppgift 1871, 3. upplagan 1892—1893 och 4. upplagan 1892—1893.
    -  2, Rosen bland kamelior : berättelse ([2. uppl.]). 1883. Libris 2729787. https://litteraturbanken.se/f%C3%B6rfattare/JolinJ/titlar/RosenBlandKamelior/sida/5/faksimil?om-boken - 2. [omslaget: 3.] upplagan 1893 och en senare upplaga 1928.
    -  3, Eremiten : novell. 1883. Libris 2148576. https://red.litteraturbanken.se/f%C3%B6rfattare/JolinJ/titlar/Skrifter2_3/sida/5/faksimil?om-boken - Tidigare som följetong i DN 1873. 3.[!] upplagan 1893.
    -  4, Vinglaren : novell. 1883. Libris 2148577. https://red.litteraturbanken.se/f%C3%B6rfattare/JolinJ/titlar/Skrifter2_4/sida/5/faksimil?om-boken - 3.[!] upplagan 1894.

  -  Serie 3. Teaterstycken och dikter. 1895. Libris 2160313
    -  Del 1. Teaterstycken. Del 1. Libris 2160314. https://red.litteraturbanken.se/f%C3%B6rfattare/JolinJ/titlar/Skrifter3_2/sida/5/faksimil/?om-boken
    -  Del 2. Teaterstycken. Del 2. Libris 2160315. https://red.litteraturbanken.se/f%C3%B6rfattare/JolinJ/titlar/Skrifter3_3/sida/5/faksimil/?om-boken
    -  Del 3. Teaterstycken. Del 3. Libris 2160316. https://red.litteraturbanken.se/f%C3%B6rfattare/JolinJ/titlar/Skrifter3_4/sida/5/faksimil/?om-boken
    -  Del 4. En samling dikter / efter urval af H Wieselgren. Libris 2160317. https://red.litteraturbanken.se/f%C3%B6rfattare/JolinJ/titlar/Skrifter3_1/sida/5/faksimil/?om-boken - Även Lefnadsteckning / af Harald Wieslegren. - 2. upplagan 1895.

## Teater

### Roller (ej komplett)
| År   | Roll                        | Produktion                                                 | Regi | Teater           |
| ---- | --------------------------- | ---------------------------------------------------------- | ---- | ---------------- |
| 1845 | Studenten Axel              | En komedi Johan Jolin                                      |      | Kungliga Teatern |
| 1846 | Baron Göran                 | En man af Verld och en man af värde Johan Jolin            |      | Kungliga Teatern |
| 1846 | Scheva                      | Juden Richard Cumberland                                   |      | Kungliga Teatern |
| 1846 | Drängen Per                 | Wermlänningarne Fredrik August Dahlgren och Andreas Randel |      | Kungliga Teatern |
| 1846 | Parlamentsrådet Lefevre     | Tartuffes urbild Karl Gutzkow                              |      | Kungliga Teatern |
| 1846 | Possessionaten Germont      | Charlataneriet Eugène_Scribe och Édouard_Mazères           |      | Kungliga Teatern |
| 1846 | Dalkarlen Ulf               | Engelbrekt och hans Dalkarlar August Blanche               |      | Kungliga Teatern |
| 1846 | En värdshusvärd             | Regentens dotter Alexandre Dumas den äldre                 |      | Kungliga Teatern |
| 1846 | Smålänningen Peder Skrivare | Dackefejden Gunnar Olof Hyltén-Cavallius                   |      | Kungliga Teatern |
| 1847 | Smedgesällen Kolmodin       | Mäster Smith eller Aristokrater äro vi alla Johan Jolin    |      | Kungliga Teatern |
| 1876 | Thore Rollén                | En smädeskrift Johan Jolin                                 |      | Nya teatern      |